# Cupa Challenge 1904-1905
Ediția a VIII-a 1903-1904 a Cupa Challenge aliniază doar echipe din Regatul Ungariei și Imperiul Austriei.

## Echipele Participante
| Imperiul Austriei | Vienna Cricket and Football Club SK Graphia Viena Athletiksport Club Viktoria Viena Wiener Sportvereinigung |
| Regatul Ungariei  | Magyar AC Budapesta Magyar UE Budapesta                                                                     |

## Turneul Austriei

### Primul Tur
| 11 decembrie 1904 | Wiener AC | 13 – 0 | Viehofen | Viena |
| 11 decembrie 1904 |           |        |          | Viena |

| 12 martie 1905 | Vienna Cricket and Football-Club | 5 – 0 | SK Rapid Viena | Viena |
| 12 martie 1905 |                                  |       |                | Viena |

| 23 martie 1905 | Wiener Sportvereinigung | 5 – 3 | SK Graphia Viena | Viena |
| 23 martie 1905 |                         |       |                  | Viena |

### Semifinale
| 2 aprilie 1905 | Wiener AC | 2 – 4 | Vienna Cricket and Football-Club | Viena |
| 2 aprilie 1905 |           |       |                                  | Viena |

| 21 mai 1905 | Wiener Sportvereinigung | 11 – 1 | AC Viktoria Viena | Viena |
| 21 mai 1905 |                         |        |                   | Viena |

### Finala austriacă
| 23 aprilie 1905 | Wiener Sportvereinigung | 3 – 2 | Vienna Cricket and Football Club | Viena |
| 23 aprilie 1905 |                         |       |                                  | Viena |

## Finala Ungariei
| 11 aprilie 1905 | Magyar AC Budapesta | 3 – 0 | Magyar UE Budapesta | Millenaris, Budapesta Arbitru: Jen Moor |
| 11 aprilie 1905 |                     |       |                     | Millenaris, Budapesta Arbitru: Jen Moor |

## Finala
| 12 iunie 1905 | Wiener Sportvereinigung | 2 – 1 | Vienna Cricket and Football Club | Hohe Warte, Viena |
| 12 iunie 1905 |                         |       |                                  | Hohe Warte, Viena |

- Wiener Sportvereinigung
  - Rudolf Donhardt
  - Gustav Krojer, Rudolf Fekete
  - Beran, Franz Wilczek, Josef Mastalka
  - Wilhelm Schmieger, Robert Merz, Gindl, Rudolf Aspek, Ebrok

| Cupa Challenge 1904-1905               |
| -------------------------------------- |
| Wiener Sportvereinigung (Primul Titlu) |